# Asociación Deportiva Ceuta
A Asociación Deportiva Ceuta foi um clube de futebol da Espanha, sediado em Ceuta (território espanhol localizado em Marrocos). Suas cores eram preto e branco.
Realizava suas partidas no Estádio Municipal Alfonso Murube, cuja capacidade é de 6 505 lugares.

## Títulos
- Divisão 3 Espanhola: 2024-25